# Gemma capbruna
La gemma capbruna (Ptilorrhoa geislerorum) és una espècie d'ocell de la família dels cinclosomàtids (Cinclosomatidae).

## Hàbitat i distribució
Habita el terra dels boscos de les terres baixes de Nova Guinea oriental.